# Charlotte Boyle
Pour les articles homonymes, voir Boyle.
Charlotte Boyle, née le 20 août 1899 à New York et morte le 3 octobre 1990 à Scottsville (État de New York), est une ancienne nageuse américaine, intronisée à l'International Swimming Hall of Fame en 1988.

## Biographie
Née à New York, Charlotte Boyle est la fille du capitaine Joseph Whiteside Boyle, un aventurier canadien mais passe son enfance à Coney Island avec sa mère.

Charlotte Boyle et Ethelda Bleibtrey lors de leur arrestation en 1919.

Membre du New York Women's Swimming Association, elle est coachée par B. Handley. Dans les années 1910 et 1920, elle bat le record du monde du 200 m nage libre et remporte huit fois les Championnats des États-Unis de natation notamment sur le 100 yard nage libre en 1918, 1919 et 1921. Sa technique du crawl, comparable à celui de Claire Galligan, permet de démontrer qu'il était possible d'augmenter le rythme des battements de bras sans nuire au mouvement d'ensemble.
En 1919, elle est arrêtée avec Ethelda Bleibtrey pour s'être baignée en simple maillot de bain sur une plage de New York mais face aux protestations, les deux femmes sont finalement relâchées.
Sélectionnée pour les Jeux olympiques de 1920 à Anvers, elle atteint la finale du 100 m nage libre mais elle ne termine pas la course. La course est finalement remportée par sa compatriote Ethelda Bleibtrey.
Elle meurt le 3 octobre 1990 à 91 ans à Scottsville dans l'État de New York.